# Silene taimyrensis
Silene taimyrensis là loài thực vật có hoa thuộc họ Cẩm chướng. Loài này được (Tolm.) Bocquet miêu tả khoa học đầu tiên năm 1967.